# Les Salles
Les Salles település Franciaországban, Loire megyében. Lakosainak száma 562 fő (2022. január 1.). Les Salles Chausseterre, Arconsat, Chabreloche, Cervières, Champoly, Noirétable, Saint-Romain-d’Urfé és Vêtre-sur-Anzon községekkel határos.

## Népesség
A település népességének változása:
| Lakosok száma | 505  | 518  | 441  | 466  | 513  | 514  | 541  | 556  | 561  | 562  |
|               | 1968 | 1982 | 1990 | 2006 | 2013 | 2015 | 2017 | 2019 | 2020 | 2022 |